# Legrandite
La legrandite est une espèce minérale composée d’arséniate de zinc de formule idéale Zn2 (AsO4)(OH) H2O.

## Historique de la description et appellations

### Inventeur et étymologie
Décrite par Drugman et Hey en 1932, et dédiée à M. Legrand, ingénieur des mines belge qui a collecté les premiers spécimens étudiés.

### Topotype
Mine « Flor de pena », Lampazos, Nuevo León, Mexique.

## Caractéristiques physico-chimiques

### Cristallographie
- Paramètres de la maille conventionnelle : a = 12.8, b = 7.94, c = 10.22, Z = 8 ; bêta = 104.2° V = 1006,94
- Densité calculée = 4,02 g cm−3

## Gîtes et gisements

### Gîtologie et minéraux associés
GîtologieMinéral secondaire des gisements de zinc enrichis en arsenic.
Beaucoup plus rarement dans les granites et pegmatites.
Minéraux associésadamite, limonite, pyrite, scorodite, sidérite, smithsonite, sphalérite

### Gisements producteurs de spécimens remarquables
- Allemagne

Grube Silbereckle, Reichenbach, Lahr, Schwarzwald, Baden-Württemberg,
- Mexique

Flor de Peña Mine, Lampazos de Naranjo (Lampazos), Mun. de Lampazos de Naranjo, Nuevo Leon
Mina Ojuela, Mapimí, Mun. de Mapimí, Durango
- Grèce

Vrissaki, Laurium, Attique

## Galerie

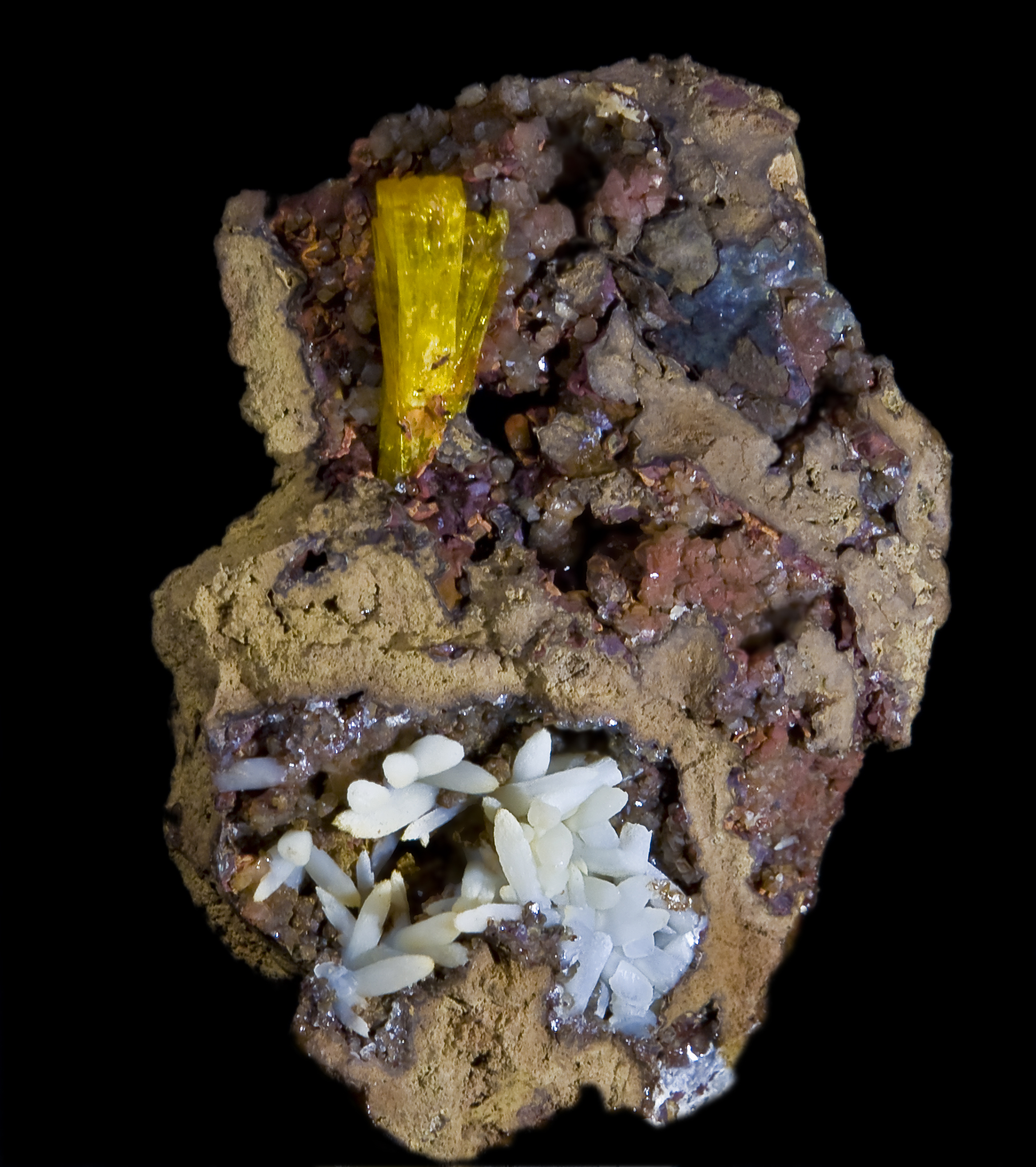
Legrandite avec smithsonite - Mina Ojuela, Mexique - (5x3 cm)
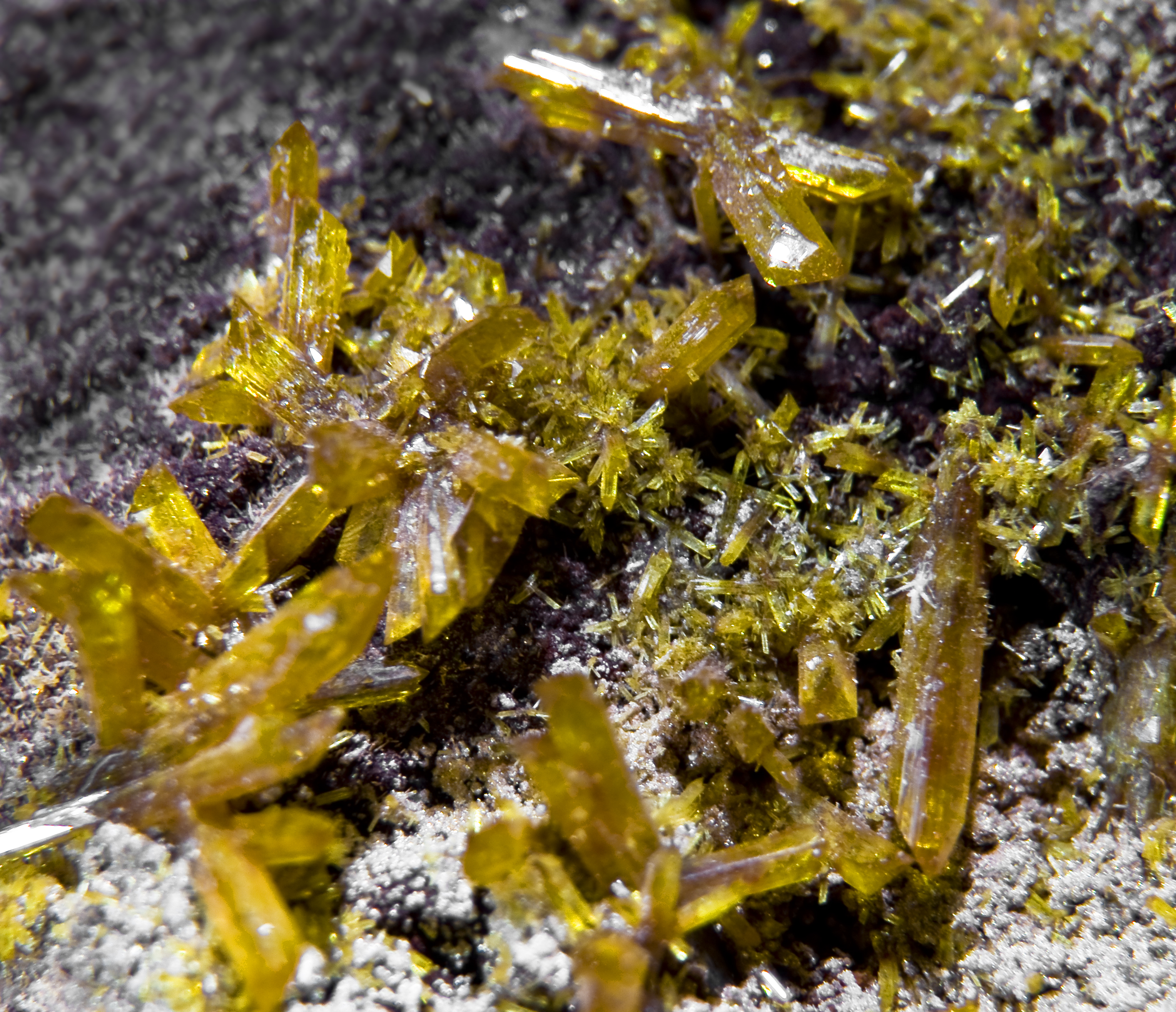
Legrandite -  Ojuela Mexique (XX0.6 cm)
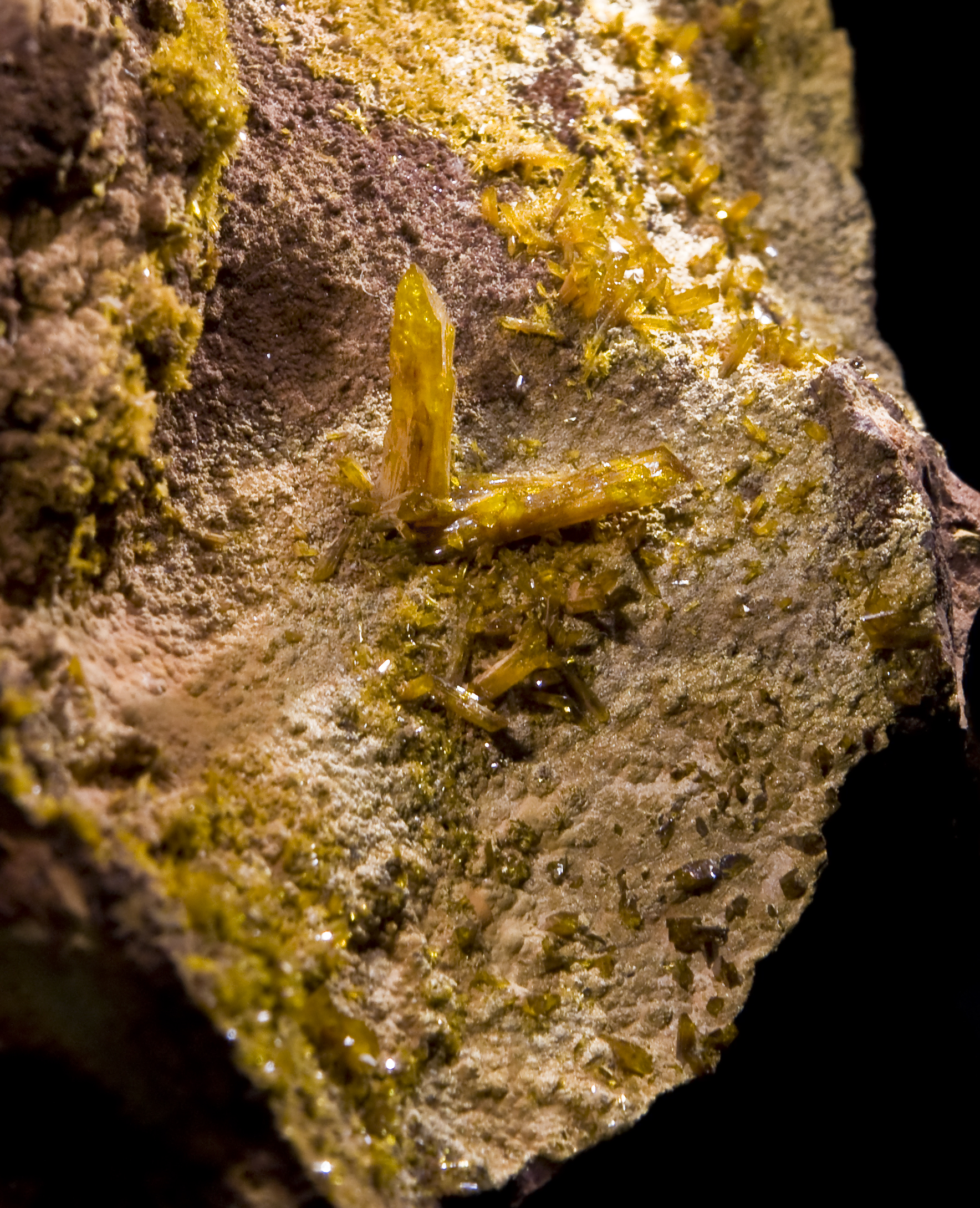
Legrandite -  Ojuela Mexique (XX1,4 cm)